# Scoundrel Days
Scoundrel Days — другий студійний альбом норвезького гурту a-ha, виданий 1986 року.
Альбом «Scoundrel Days» слухачі прийняли гаряче. Найбільшої популярності досягли такі композиції, як «Swing of Things» і «I’ve Been Losing You».

## Музиканти
- Пол Воктор-Савой (Paul Waaktaar-Savoy) (6 вересня 1961) — композитор, гітарист, вокалист
- Магне Фуругольмен (Magne Furuholmen) (1 листопада 1962) — клавішник, композитор, вокаліст, гітарист
- Мортен Гаркет (Morten Harket) (14 вересня 1959) — вокаліст.

## Композиції
| #   | Назва                          | Тривалість |
| --- | ------------------------------ | ---------- |
| 1.  | «Scoundrel Days»               | 3:56       |
| 2.  | «The Swing of Things»          | 4:14       |
| 3.  | «I've Been Losing You»         | 4:24       |
| 4.  | «October»                      | 3:48       |
| 5.  | «Manhattan Skyline»            | 4:52       |
| 6.  | «Cry Wolf»                     | 4:05       |
| 7.  | «We're Looking for the Whales» | 3:39       |
| 8.  | «The Weight of the Wind»       | 3:57       |
| 9.  | «Maybe, Maybe»                 | 2:34       |
| 10. | «Soft Rains of April»          | 3:12       |

## 2010 Deluxe Edition
Диск 1
1. «Scoundrel Days»
2. «The Swing of Things»
3. «I've Been Losing You»
4. «October»
5. «Manhattan Skyline»
6. «Cry Wolf»
7. «We're Looking for the Whales»
8. «The Weight of the Wind»
9. «Maybe, Maybe»
10. «Soft Rains of April»
11. «I've Been Losing You» — Extended Version
12. «Cry Wolf» — Extended Version
13. «Manhattan Skyline» — Extended Version

Диск 2
1. «Scoundrel Days» — Demo
2. «The Swing of Things» — Demo #3
3. «I've Been Losing You» — Octogon Studios Demo
4. «October» — Demo
5. «Manhattan Skyline» — Demo
6. «Cry Wolf» — Demo
7. «We're Looking for the Whales» — 1984 Demo
8. «The Weight of the Wind» — Demo
9. «Maybe, Maybe» — Demo
10. «Soft Rains of April» — Guitar Version
11. «Scoundrel Days» — Octogon Studios Demo
12. «This Alone is Love»
13. «Days on End»
14. «Train of Thought» (Live)
15. «I've Been Losing You» (Live)
16. «The Blue Sky» (Live)
17. «We're Looking for the Whales» (Live)
18. «Cry Wolf» (Live)

Нижче наведено перелік бонусних треків, доступних тільки для завантаження в більшості країнах:
1. «I've Been Losing You (Dub)»
2. «Soft Rains of April (Piano Version)»
3. «The Swing of Things (Demo #1)»
4. «I've Been Losing You (Early Demo)»

### Scoundrel ClubEP
1. «Cry Wolf» (Extended Version) — 8:13
2. «We're Looking for the Whales» (live version) — 3:50
3. «I've Been Losing You» (Dub Version) — 4:28
4. «Manhattan Skyline» (Extended) — 6:49
5. «Hunting High and Low» (Extended Version by Alan Tarney) — 6:02

## Позиції в чартах

### Альбом
| Чарт                                    | ЛП |
| --------------------------------------- | -- |
| Австрія Австрійський альбом-чарт        | 9  |
| Велика Британія Британський альбом-чарт | 2  |
| Німеччина Німецький альбом-чарт         | 4  |
| Італія Італійський альбом-чарт          | 11 |
| Канада Канадський альбом-чарт           | 33 |
| Норвегія Норвезький альбом-чарт         | 1  |
| США Billboard 200                       | 74 |
| Швейцарія Швейцарський альбом-чарт      | 6  |
| Швеція Шведський альбом-чарт            | 11 |

### Сингли
| Рік  | Сингл                | Чарт                                   | ЛП |
| ---- | -------------------- | -------------------------------------- | -- |
| 1986 | I've Been Losing You | Австрія Австрійський сингл-чарт        | 20 |
| 1986 | I've Been Losing You | Велика Британія Британський сингл-чарт | 8  |
| 1986 | I've Been Losing You | Німеччина Німецький сингл-чарт         | 15 |
| 1986 | I've Been Losing You | Ірландія Ірландський сингл-чарт        | 3  |
| 1986 | I've Been Losing You | Італія Італійський сингл-чарт          | 11 |
| 1986 | I've Been Losing You | Норвегія Норвезький сингл-чарт         | 1  |
| 1986 | I've Been Losing You | Франція Французький сингл-чарт         | 14 |
| 1986 | I've Been Losing You | Швейцарія Швейцарський сингл-чарт      | 16 |
| 1986 | I've Been Losing You | Швеція Шведський сингл-чарт            | 11 |
| 1986 | Cry Wolf             | Велика Британія Британський сингл-чарт | 5  |
| 1986 | Cry Wolf             | Німеччина Німецький сингл-чарт         | 20 |
| 1986 | Cry Wolf             | Ірландія Ірландський сингл-чарт        | 4  |
| 1986 | Cry Wolf             | Норвегія Норвезький сингл-чарт         | 2  |
| 1986 | Cry Wolf             | США Billboard Hot 100                  | 50 |
| 1986 | Cry Wolf             | Франція Французький сингл-чарт         | 35 |
| 1986 | Cry Wolf             | Швейцарія Швейцарський сингл-чарт      | 27 |
| 1987 | Manhattan Skyline    | Велика Британія Британський сингл-чарт | 13 |
| 1987 | Manhattan Skyline    | Німеччина Німецький сингл-чарт         | 28 |
| 1987 | Manhattan Skyline    | Ірландія Ірландський сингл-чарт        | 3  |
| 1987 | Manhattan Skyline    | Норвегія Норвезький сингл-чарт         | 4  |